# Nothing but the Best
Nothing But the Best è una raccolta di canzoni di Frank Sinatra pubblicata nel 2008 in occasione del decennale della sua scomparsa.
La raccolta contiene ventidue classici rimasterizzati che hanno costituito pian piano quella che diventerà la magnifica carriera di The Voice, che gli varrà l'appellativo di leggenda.
L'album è disponibile in 3 diverse versioni: il solo cd, il cd più il concerto alla Royal Festival Hall, dove c'è un'introduzione da parte della principessa Grace di Monaco, o il cd con un inedito di brani natalizi interpretati da Frank Sinatra, Bing Crosby, Fred Warning e the Pennsylvanians,  raggiunge la seconda posizione nella classifica Billboard 200, permane in classifica per oltre 132 settimane e vince il Disco d'oro negli Stati Uniti, la quinta in Portogallo, la sesta in Australia, la settima in Nuova Zelanda, la nona in Spagna e la decima nella Official Albums Chart.

## Tracce
1. Come Fly with Me
2. The Best Is Yet to Come
3. The Way You Look Tonight
4. Luck Be a Lady
5. Bewitched
6. The Good Life
7. The Girl from Ipanema
8. Fly Me to the Moon (in Other Words)
9. Summer Wind
10. Strangers in the Night
11. Call Me Irresponsible
12. Somethin' Stupid (duetto con Nancy Sinatra)
13. My Kind of Town
14. It Was a Very Good Year
15. That's Life
16. Moonlight Serenade
17. Nothing but the Best
18. Drinking Again
19. All My Tomorrows
20. My Way
21. Theme from New York, New York
22. Body and Soul

- La versione concerto contiene inoltre:

1. You Make Me Feel So Young
2. Pennies from Heaven
3. I've Got You Under My Skin
4. Something
5. The Lady Is a Tramp
6. I Get Along Without You Very Well
7. Didn't We
8. One For My Baby
9. I Will Drink the Wine
10. I Have Dreamed
11. My Kind of Town
12. My Way

## Classifiche
| Classifica (2022) | Posizione massima |
| ----------------- | ----------------- |
| Grecia            | 15                |